# Unione Sportiva Cremonese 2010-2011
Questa voce raccoglie le informazioni riguardanti l'Unione Sportiva Cremonese nelle competizioni ufficiali della stagione 2010-2011.

## Stagione
Nella stagione 2010-2011 la Cremonese ha disputato il girone A del campionato di Lega Pro, Prima Divisione, con 42 punti ha ottenuto l'undicesima piazza, il torneo ha promosso in Serie B il Gubbio, sorpresa del campionato ed il Verona che ha vinto i Play-off. La squadra grigiorossa ha cambiato tre allenatori nell'arco della stagione, ma non è riuscita ad inserirsi nella lotta per le posizioni di vertice. Ha disputato un torneo molto regolare ma di basso profilo, con 21 punti raccolti tanto nel girone di andata, che nel girone discendente. Il campano Massimo Coda con 8 reti è il miglior realizzatore di stagione. Nella Coppa Italia nazionale la Cremonese ha superato nel primo turno l'Atletico Roma (2-1), nel secondo turno è stata invece eliminata dal Livorno, che si è imposto (1-0) al Picchi. Nella Coppa Italia di Lega Pro avendo disputato la Coppa Italia nazionale, la Cremonese entra in scena nelle gare ad eliminazione diretta, nel primo turno ha la meglio (2-1) sul Montichiari, mentre nel secondo turno lascia il torneo superata allo Zini (2-3) dal Monza.

## Rosa
| N. |                    | Ruolo | Calciatore         |
| -- | ------------------ | ----- | ------------------ |
|    | Italia (bandiera)  | P     | Giorgio Bianchi    |
|    | Italia (bandiera)  | P     | Gabriele Aldegani  |
|    | Italia (bandiera)  | P     | Marco Paoloni      |
|    | Italia (bandiera)  | D     | Michele Cremonesi  |
|    | Italia (bandiera)  | D     | Alessandro Favalli |
|    | Italia (bandiera)  | D     | Francesco Bini     |
|    | Italia (bandiera)  | D     | Davide Cattaneo    |
|    | Italia (bandiera)  | D     | Giovanni Rossi     |
|    | Italia (bandiera)  | D     | Simone Sales       |
|    | Francia (bandiera) | D     | Issam Azek         |
|    | Italia (bandiera)  | D     | Federico Rizzi     |
|    | Italia (bandiera)  | D     | Mirko Stefani      |
|    | Italia (bandiera)  | C     | Michael Bacher     |
|    | Italia (bandiera)  | C     | Giovanni Fietta    |
|    | Italia (bandiera)  | C     | Davide Pradolin    |

| N. |                      | Ruolo | Calciatore               |
| -- | -------------------- | ----- | ------------------------ |
|    | Italia (bandiera)    | C     | Filippo Sambugaro        |
|    | Italia (bandiera)    | C     | Ferdinando Vitofrancesco |
|    | Italia (bandiera)    | C     | Luca Nizzetto            |
|    | Italia (bandiera)    | C     | Mario Tacchinardi        |
|    | Italia (bandiera)    | C     | Andrea Zanchetta         |
|    | Italia (bandiera)    | C     | Lorenzo Degeri           |
|    | Italia (bandiera)    | C     | Luigi Scaglia            |
|    | Brasile (bandiera)   | C     | Robson Machado Toledo    |
|    | Italia (bandiera)    | A     | Alberto Bianchi          |
|    | Brasile (bandiera)   | A     | Joelson                  |
|    | Italia (bandiera)    | A     | Massimo Coda             |
|    | Italia (bandiera)    | A     | Roberto Colacone         |
|    | Italia (bandiera)    | A     | Mirco Gasparetto         |
|    | Argentina (bandiera) | A     | Matías Miramontes        |
|    | Italia (bandiera)    | A     | Riccardo Musetti         |

## Risultati

### Lega Pro Prima Divisione

#### Girone di andata
| Arbitro: | Bindoni (Venezia) |

|                                                          |           |               |
| Coda 20’ Alb. Bianchi 35’, 41’ Sambugaro 60’ Musetti 79’ | Marcatori | 51’ Bazzoffia |

| Arbitro: | Bietolini (Firenze) |

|                   |           |  |
| Artico 75’ (rig.) | Marcatori |  |

| Arbitro: | Tidona (Torino) |

|              |           |                                    |
| Nizzetto 55’ | Marcatori | 1’ P. Rossi 58’, 85’, 88’ Cipriani |

| Ravenna 12 settembre 2010, ore 15:00 CEST 4ª giornata | Ravenna                           | 0 – 0 | Cremonese | Stadio Bruno Benelli\| Arbitro: \| Coccia (San Benedetto del Tronto) \| |
| Arbitro:                                              | Coccia (San Benedetto del Tronto) |       |           |                                                                         |

| Arbitro: | Pairetto (Nichelino) |

|  |           |              |
|  | Marcatori | 25’ Pradolin |

| Arbitro: | Borriello (Mantova) |

|                  |           |  |
| Alb. Bianchi 88’ | Marcatori |  |

| Arbitro: | Del Giovane (Albano Laziale) |

|               |           |             |
| Pichlmann 71’ | Marcatori | 32’ Musetti |

| Cremona 10 ottobre 2010, ore 15:00 CEST 8ª giornata | Cremonese        | 0 – 0 | Südtirol | Stadio Giovanni Zini\| Arbitro: \| Bergher (Rovigo) \| |
| Arbitro:                                            | Bergher (Rovigo) |       |          |                                                        |

| Arbitro: | Gavillucci (Latina) |

|                                |           |                             |
| Alb. Bianchi 41’ Sambugaro 65’ | Marcatori | 87’ Pedrelli 90+1’ Cesarini |

| Arbitro: | Di Paolo (Avezzano) |

|                                     |           |  |
| Temelin 42’ Alessi 48’ Guidetti 52’ | Marcatori |  |

| Arbitro: | Mariani (Aprilia) |

|                   |           |            |
| Vitofrancesco 69’ | Marcatori | 64’ Merino |

| Arbitro: | La Penna (Roma) |

|             |           |  |
| R. Riva 27’ | Marcatori |  |

| Arbitro: | Pasqua (Tivoli) |

|                           |           |  |
| Musetti 1’ Miramontes 45’ | Marcatori |  |

| Arbitro: | Vallesi (Ascoli Piceno) |

|                             |           |                      |
| Aubameyang 74’ Fiuzzi 90+2’ | Marcatori | 44’ Musetti 88’ Coda |

| Arbitro: | Sguizzato (Verona) |

|               |           |            |
| Zanchetta 30’ | Marcatori | 32’ Basile |

| Bassano del Grappa 5 dicembre 2010, ore 14:30 CET 16ª giornata | Bassano Virtus   | 0 – 0 | Cremonese | Stadio Rino Mercante\| Arbitro: \| Fiore (Barletta) \| |
| Arbitro:                                                       | Fiore (Barletta) |       |           |                                                        |

| Cremona 12 dicembre 2010, ore 14:30 CET 17ª giornata | Cremonese                         | 0 – 0 | Sorrento | Stadio Giovanni Zini\| Arbitro: \| Gallo (Barcellona Pozzo di Gotto) \| |
| Arbitro:                                             | Gallo (Barcellona Pozzo di Gotto) |       |          |                                                                         |

#### Girone di ritorno
| Arbitro: | Barbiero (Vicenza) |

|            |           |  |
| Galano 58’ | Marcatori |  |

| Arbitro: | Bolano (Livorno) |

|              |           |             |
| Sambugaro 5’ | Marcatori | 34’ Damonte |

| Arbitro: | Irrati (Pistoia) |

|            |           |          |
| Smit 45+2’ | Marcatori | 26’ Coda |

| Arbitro: | De Faveri (San Donà di Piave) |

|          |           |  |
| Coda 22’ | Marcatori |  |

| Arbitro: | Borriello (Mantova) |

|                     |           |            |
| L. Scaglia 25’, 68’ | Marcatori | 42’ Eusepi |

| Arbitro: | Mariani (Aprilia) |

|                            |           |                     |
| Volpato 11’ F. Ferrari 48’ | Marcatori | 39’, 72’ L. Scaglia |

| Arbitro: | Viti (Campobasso) |

|                       |           |                          |
| M. Stefani 44’ (rig.) | Marcatori | 50’ G. Russo 58’ Le Noci |

| Arbitro: | Pasqua (Tivoli) |

|           |           |          |
| Odibe 58’ | Marcatori | 20’ Coda |

| Arbitro: | Saia (Palermo) |

|               |           |                                |
| Buzzegoli 14’ | Marcatori | 59’ (rig.) M. Stefani 89’ Coda |

| Arbitro: | Di Bello (Brindisi) |

|  |           |              |
|  | Marcatori | 59’ Guidetti |

| Arbitro: | Abbattista (Molfetta) |

|                        |           |                      |
| Ragusa 58’ Carcuro 88’ | Marcatori | 26’ (aut.) Jefferson |

| Arbitro: | Dei Giudici (Latina) |

|                         |           |                      |
| Nizzetto 2’ Joelson 54’ | Marcatori | 63’ Franco 76’ Zullo |

| Arbitro: | Di Paolo (Avezzano) |

|                       |           |  |
| Vicedomini 22’ (rig.) | Marcatori |  |

| Arbitro: | Merlino (Udine) |

|               |           |             |
| Coda 66’, 75’ | Marcatori | 86’ Chemali |

| Arbitro: | Coccia (San Benedetto del Tronto) |

|                        |           |              |
| Guerci 51’ Lolaico 63’ | Marcatori | 90+3’ Degeri |

| Cremona 8 maggio 2011, ore 15:00 CEST 33ª giornata | Cremonese               | 0 – 0 | Bassano Virtus | Stadio Giovanni Zini\| Arbitro: \| Ripa (Nocera Inferiore) \| |
| Arbitro:                                           | Ripa (Nocera Inferiore) |       |                |                                                               |

| Arbitro: | Ceccarelli (Terni) |

|                              |           |                                    |
| A. Esposito 33’ Corsetti 50’ | Marcatori | 4’, 57’ Vitofrancesco 19’ Nizzetto |

### Coppa Italia
| Arbitro: | Bellutti (Trento) |

|                                 |           |             |
| Alb. Bianchi 12’ Zanchetta 100’ | Marcatori | 76’ Padella |

| Arbitro: | Tozzi (Ostia Lido) |

|            |           |  |
| Pagano 87’ | Marcatori |  |

### Coppa Italia Lega Pro
| Arbitro: | Aversano (Treviso) |

|                                  |           |              |
| Bi Zamble 85’ Marini 102’ (aut.) | Marcatori | 53’ Negrello |

| Arbitro: | Penno (Nichelino) |

|                              |           |                           |
| Ricci 29’, 66’ Bi Zamble 86’ | Marcatori | 11’ Colacone 69’ Oualembo |

## Statistiche

### Statistiche di squadra
| Competizione             | Punti | In casa | In casa | In casa | In casa | In casa | In casa | In trasferta | In trasferta | In trasferta | In trasferta | In trasferta | In trasferta | Totale | Totale | Totale | Totale | Totale | Totale | DR |
| Competizione             | Punti | G       | V       | N       | P       | Gf      | Gs      | G            | V            | N            | P            | Gf           | Gs           | G      | V      | N      | P      | Gf     | Gs     | DR |
| ------------------------ | ----- | ------- | ------- | ------- | ------- | ------- | ------- | ------------ | ------------ | ------------ | ------------ | ------------ | ------------ | ------ | ------ | ------ | ------ | ------ | ------ | -- |
| Lega Pro Prima Divisione | 42    | 17      | 6       | 8       | 3       | 22      | 17      | 17           | 3            | 7            | 7            | 15           | 21           | 34     | 9      | 15     | 10     | 37     | 38     | -1 |
| Coppa Italia             | -     | 1       | 1       | 0       | 0       | 2       | 1       | 1            | 0            | 0            | 1            | 0            | 1            | 2      | 1      | 0      | 1      | 2      | 2      | 0  |
| Coppa Italia Lega Pro    | -     | 2       | 1       | 0       | 1       | 4       | 4       | 0            | 0            | 0            | 0            | 0            | 0            | 2      | 1      | 0      | 1      | 4      | 4      | 0  |
| Totale                   | -     | 20      | 8       | 8       | 4       | 28      | 22      | 18           | 3            | 7            | 8            | 15           | 22           | 38     | 11     | 15     | 12     | 43     | 44     | -1 |

### Andamento in campionato
| Giornata  | 1 | 2 | 3 | 4  | 5 | 6 | 7 | 8 | 9 | 10 | 11 | 12 | 13 | 14 | 15 | 16 | 17 | 18 | 19 | 20 | 21 | 22 | 23 | 24 | 25 | 26 | 27 | 28 | 29 | 30 | 31 | 32 | 33 | 34 |
| --------- | - | - | - | -- | - | - | - | - | - | -- | -- | -- | -- | -- | -- | -- | -- | -- | -- | -- | -- | -- | -- | -- | -- | -- | -- | -- | -- | -- | -- | -- | -- | -- |
| Luogo     | C | T | C | T  | T | C | T | C | C | T  | C  | T  | C  | T  | C  | T  | C  | T  | C  | T  | C  | C  | T  | C  | T  | T  | C  | T  | C  | T  | C  | T  | C  | T  |
| Risultato | V | P | P | N  | V | V | N | N | N | P  | N  | P  | V  | N  | N  | N  | N  | P  | N  | N  | V  | V  | N  | P  | N  | V  | P  | P  | N  | P  | V  | P  | N  | V  |
| Posizione | 1 | 2 | 8 | 10 | 5 | 2 | 4 | 6 | 7 | 8  | 9  | 11 | 10 | 9  | 8  | 7  | 8  | 10 | 12 | 12 | 10 | 10 | 9  | 11 | 11 | 9  | 11 | 12 | 12 | 12 | 12 | 12 | 12 | 11 |

Legenda:

Luogo: C = Casa; T = Trasferta. Risultato: V = Vittoria; N = Pareggio; P = Sconfitta.